# Gibson Assembly
Gibson assembly (auch Gibson isothermal assembly, deutsch: isothermaler Zusammenbau nach Gibson) ist eine biochemische Methode zur Erzeugung und Vervielfältigung von DNA. Sie ist eine Variante der isothermen DNA-Amplifikation. In Kombination mit einem partiellen Exonuklease-Verdau wird sie zur Klonierung verwendet.

## Prinzip

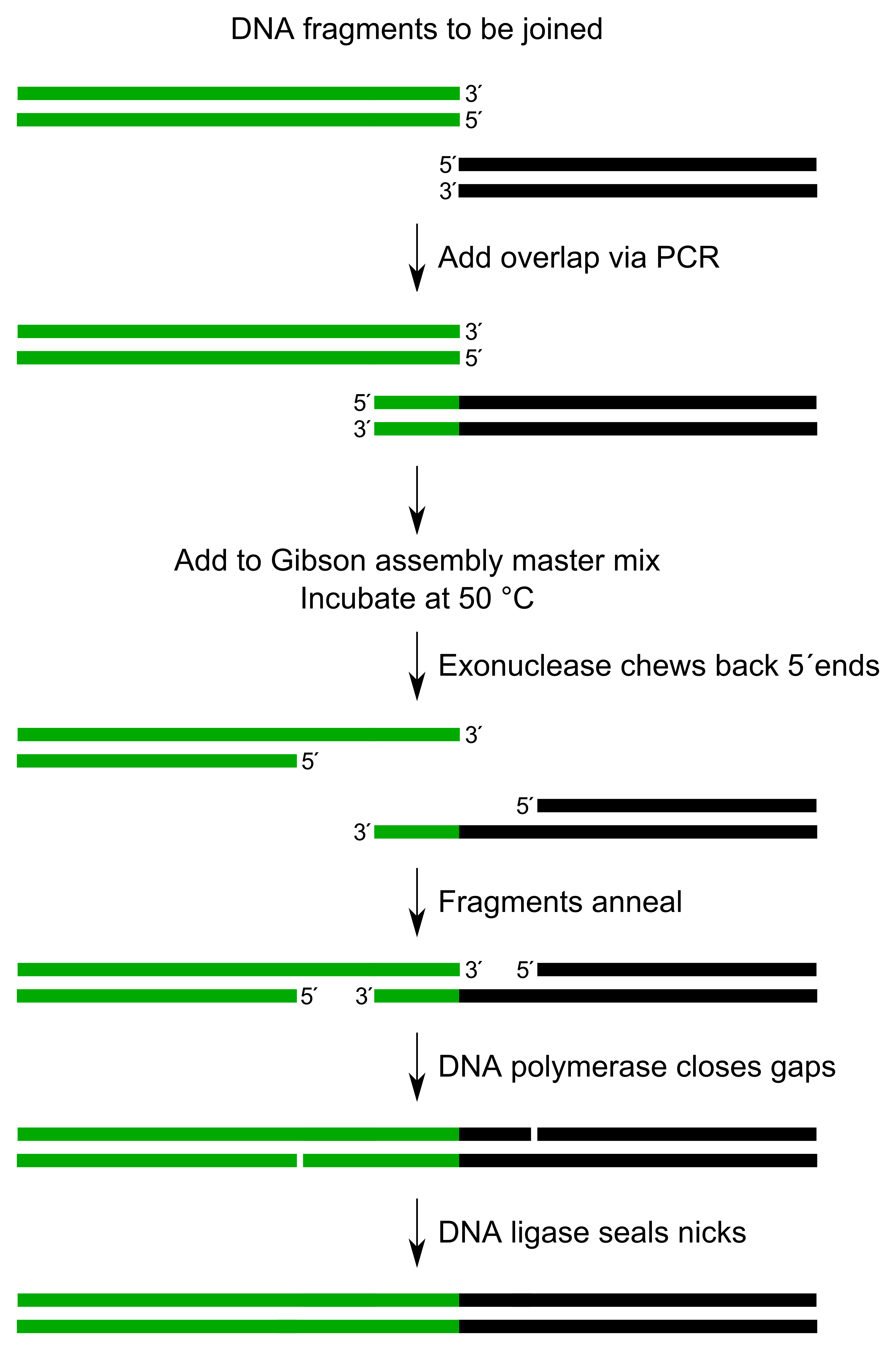
Verbinden zweier DNA-Fragmente mittels Gibson assembly.

Die Gibson assembly läuft bei einer gleichbleibenden Temperatur ab (isothermal). Die aneinanderzufügenden DNA-Doppelstränge müssen bei einer isothermal assembly überlappende DNA-Sequenzen aufweisen. Die T5-Exonuklease verdaut die 5'-Enden eines DNA-Doppelstrangs teilweise, wodurch die überhängenden zweiten Stränge als sticky ends eine Hybridisierung der homologen einzelsträngigen Bereiche der DNA-Sequenzen einleiten. Weiterhin wird eine DNA-Polymerase mit DNA-Doppelstrang-trennenden Eigenschaften verwendet, die während der Synthese eines zweiten DNA-Strangs den vorliegenden Doppelstrang auftrennt und den bestehenden zweiten Strang verdrängt. Hierbei kann die φ29-DNA-Polymerase oder das bei 65 °C thermostabile große Fragment der Bst-DNA-Polymerase aus Bacillus stearothermophilus verwendet werden. Eine Ligase kann verwendet werden, um die erzeugten DNA-Sequenzen bereits in vitro miteinander zu verbinden.
Im Vergleich zu den verschiedenen Varianten der Polymerase-Kettenreaktion eignet sich diese Methode besonders für die Vermehrung von langen DNA-Sequenzen (mehr als 2.000 bis 100.000 Basenpaare). Ein weiterer Vorteil ist, dass es bei Gemischen von DNA durch diese Art der Amplifikation keine Verzerrung (engl. Bias) gibt, d. h., dass bei Gemischen nicht einzelne DNA-Sequenzen bevorzugt werden bzw. andere benachteiligt. Alternative isothermale Verfahren zur Vermehrung von DNA sind z. B. die multidisplacement amplification, die recombinase polymerase amplification, die loop-mediated isothermal amplification (LAMP), die helicase-dependent amplification (HDA) und die nicking enzyme amplification reaction (NEAR). Alternative Verfahren zur gezielten Erzeugung neuer DNA-Sequenzen sind neben den drei von Gibson beschriebenen Verfahren z. B. die Fusions-PCR, die Polymerase Cycling Assembly (PCA), das circular polymerase extension cloning (CPEC) oder die homologe Rekombination in vivo.

## Anwendungen
Die Gibson Assembly wird unter anderem zur Klonierung und in der synthetischen Biologie zur Amplifikation von DNA verwendet.